# Pioneer (Iowa)
Pioneer es una ciudad ubicada en el condado de Humboldt en el estado estadounidense de Iowa. En el Censo de 2010 tenía una población de 23 habitantes y una densidad poblacional de 138,76 personas por km².

## Geografía
Pioneer se encuentra ubicada en las coordenadas 42°39′13″N 94°23′27″O / 42.65361, -94.39083. Según la Oficina del Censo de los Estados Unidos, Pioneer tiene una superficie total de 0.17 km², de la cual 0.17 km² corresponden a tierra firme y (0%) 0 km² es agua.

## Demografía
Según el censo de 2010, había 23 personas residiendo en Pioneer. La densidad de población era de 138,76 hab./km². De los 23 habitantes, Pioneer estaba compuesto por el 95.65% blancos, el 4.35% eran afroamericanos, el 0% eran amerindios, el 0% eran asiáticos, el 0% eran isleños del Pacífico, el 0% eran de otras razas y el 0% pertenecían a dos o más razas. Del total de la población el 0% eran hispanos o latinos de cualquier raza.